# Cortinarius suecicolor
Cortinarius suecicolor är en svampart som beskrevs av Soop 2003. Cortinarius suecicolor ingår i släktet Cortinarius och familjen spindlingar.   Inga underarter finns listade i Catalogue of Life.